# IC 4440
IC 4440 је лентикуларна галаксија у сазвјежђу Волар која се налази на листи објеката дубоког неба у Индекс каталогу.
Деклинација објекта је + 17° 19' 15" а ректасцензија 14h 28m 59,2s. Привидна величина (магнитуда) објекта IC 4440 износи 14,4 а фотографска магнитуда 15,4. IC 4440 је још познат и под ознакама MCG 3-37-22, CGCG 104-37, DRCG 29-79, PGC 51734.